# A Family Thing – Brüder wider Willen
A Family Thing – Brüder wider Willen (Alternativtitel: Brüder wider Willen; Originaltitel: A Family Thing) ist ein US-amerikanisches Melodram des Regisseurs Richard Pearce aus dem Jahr 1996.

## Handlung
Earl Pilcher Junior, ein Weißer, betreibt in Arkansas eine Tankstelle und einen Fahrzeugverleih. Er ist stark an seine Mutter gebunden, die stirbt.
Die verstorbene Mutter Pilchers hinterlässt ihrem Sohn einen Brief, in dem sie offenbart, dass sie nicht seine biologische Mutter sei. Die wahre Mutter des Mannes sei die Afroamerikanerin Willa Mae, eine Freundin der Adoptivmutter, die von deren Ehemann Earl Pilcher Senior vergewaltigt wurde. Die Frau sei kurz nach der Geburt gestorben. Earl habe in Chicago einen älteren Bruder, den Afroamerikaner Ray Murdock, den er besuchen und als Bruder annehmen solle.
Earl Pilcher fährt nach Chicago, wo er Murdock kennenlernt. Ray ist ein altgedienter Polizist, der derzeit für die Stadtverwaltung arbeitet. Die Begegnung schockiert Pilcher zuerst; Murdock will mit seinem Bruder nichts zu tun haben. Earl will heimkehren, aber er wird überfallen, sein Auto wird gestohlen. Murdock nimmt ihn zu sich und stellt ihn seinem Sohn zuerst als einen Bekannten aus dem Koreakrieg vor. Die blinde Tante T. erkennt sofort, dass es sich um den zweiten Sohn ihrer verstorbenen Schwester handelt.
Später kommen sich die Brüder näher. Ray erzählt, er habe Earls Vater das ganze Leben lang gehasst. Earl schlichtet im Streit zwischen Ray und dessen Sohn. Tante T. erzählt Ray und Earl die genaue Geschichte der Geburt Earls und schenkt Earl ein Foto ihrer Schwester.
Earl bringt Ray nach Arkansas, wo beide Brüder das Grab der gemeinsamen Mutter besuchen. Anschließend will Earl Ray seiner Familie vorstellen und überlegt sich laut, wie diese reagieren würde.

## Kritiken
Roger Ebert kritisierte in der Chicago Sun-Times vom 29. März 1996, der Film hätte die angesprochene Thematik tiefergehender behandeln können. Er setze vorwiegend auf Unterhaltung. Der Film sei jedoch auch „warmherzig“ und „berührend“, die Darstellungen weisen Zwischentöne auf. Ebert lobte besonders die Darstellung von Irma P. Hall, die „moralische Autorität“ verkörpere.

## Auszeichnungen
Der Film gewann im Jahr 1997 den E Pluribus Unum Award der American Cinema Foundation. Irma P. Hall gewann 1997 den Chicago Film Critics Association Award und den Kansas City Film Critics Circle Award.

## Hintergrund
Der Film wurde in Chicago, in Memphis (Tennessee) und in Shelby County (Tennessee) gedreht. Er spielte in den Kinos der Vereinigten Staaten ca. 10,1 Millionen US-Dollar ein.